# Весна Борозан
Весна Борозан (на македонска литературна норма: Весна Борозан) е учен, дипломатка и политик от Северна Македония.

## Биография
Весна Борозан е родена на 24 април 1962 година в Ресен, тогава във Федеративна народна република Югославия. Завършва .Завършва основно и среднообразование в родния си град, след което електро-енергетика в Електротехническия фаултет на Скопския университет. В 1992 година в същия факултет завършва специализация по дистрибутивни системи, а в 1996 година в Електротехничкия факултет в Белград защитава докторска дисертация.
В 1987 година Весна Борозан става младши асистент в Електротехничкия факултет в Скопие, като предава преносни и дистрибутивни системи. В 1994 година става асистент, в 2000 година доцент, в 2005 година е избрана за извънреден професор, а в 2017 година за редовен професор.
Весна Борозан прави специализация в Изследователския център по енергетика при Държавния университет на Северна Каролина. Гостуващ професор е в катедрата по електротехника на Папския католически университет в Сантяго де Чиле.
От 2002 до 2006 година е депутат в Събранието на Република Македония и е член на многобройни парламентарни, правителствени и международни комисии по енергетика, околна среда, климатични промени и външна политика. Борозан има значителен принос към работата на Енергийния форум за Югоизточна Европа, за основаването на Енергийното дружество и за реформирането на енергийния сектор в Република Македония според критериите на Европейския съюд.
След това Борозан е извънреден и пълномошен посланик на Република Македония в Австрия, Чехия, Словакия и Япония. В Технологичния университет във Виена като почетен професор ръководи научноизследователска работа, свързана с развитието на регионалния пазар на елекрическа енергия в Югоизточна Европа.